# Gérard Bélanger
Gérard Bélanger est professeur d’économie, né en 1940. Il détient un B.A. de l’Université de Montréal, un B. ès ainsi qu’une maîtrise en sciences sociales de l’Université Laval et un M.A. de Princeton University. Il est membre de la Société royale du Canada.

## Carrière
Gérard Bélanger est professeur titulaire d’économie à l’Université Laval depuis 1977. Il a été professeur agrégé de 1971 à 1977, professeur adjoint de 1968 à 1971 et assistant professeur de 1967 à 1968.
En plus de l’enseignement, Gérard Bélanger a occupé plusieurs postes universitaires et de recherche, tels que vice-président de la Société canadienne de science économique (1992-1994), Coordonnateur de recherche à l’Institut de recherches C.D. Howe (1977-1979), membre du Comité exécutif de l'Institut d'administration publique du Canada (1977-1978), membre du Groupe de travail sur l'urbanisation du Gouvernement du Québec (1974-1976), membre du Comité de financement du Conseil des universités (1971-1973), membre du Comité des grandes orientations de l'Université Laval (1971-1972), membre du Comité sur les médicaments de la Régie d'assurance-maladie du Québec (1970) et du ministère des Affaires sociales (1971) et chargé de recherche pour le Comité québécois sur les institutions financières (1968).
Par ailleurs, Gérard Bélanger a été membre de comités de rédaction suivant : Revue française de Finances publiques (1983-2000), Relations industrielles (1971-1990), Revue canadienne d’Économique (1973-1976), Recherches sociographiques (1974-1982), et L'Actualité économique (1972-1980).
Toutes ces informations se retrouvent sur la page de Gérard Bélanger sur le site Internet de l'Université Laval (Département d'économique) : http://www.ecn.ulaval.ca/fileadmin/documents/Professeurs/CV/BELANGER_CV.pdf

## Publications
(novembre 2018).
L'archive complète des publications de Gérard Bélanger est disponible sur le site Internet de l'Université Laval :
http://www.ecn.ulaval.ca/no_cache/professeurs/fiche_de_professeurs/?tx_fsgprofs_pi1%5Bprof%5D=33&tx_fsgprofs_pi1%5BbackPid%5D=60

### Livres
- Gérard Bélanger (en collaboration avec J.-L. Migué), Le prix de la santé, Montréal, Hurtubise HMH, 1972, 238 p..
- The Price of Health, (en collaboration avec J.-L. Migué), Toronto: MacMillan, 1974, 230 p. (version légèrement modifiée du livre précédent).
- Le financement municipal au Québec, Québec: Éditeur officiel du Québec, 1976, 73 p.
- Le prix du transport au Québec (en collaboration avec J.-L. Migué et M. Boucher), Québec: Éditeur officiel du Québec, 1978, 502 p.
- Impôts et dépenses au Québec et en Ontario: une comparaison, Montréal: Institut de recherches C.D. Howe, 1978, 64 p.
- L'économique du secteur public, Chicoutimi: Gaëtan Morin Éditeur, 1981, 321 p.
- Croissance du secteur public et fédéralisme: perspective économique, Montréal: Agence d'ARC, 1988, 363 p.
- Le système de santé au Québec : organisations, acteurs et enjeux (codirecteur avec V. Lemieux, P. Bergeron et C. Bégin), Ste-Foy : Presses de l'Université Laval, 1994, 370 p; nouvelle édition, 2003, 507 p.
- L’Économique de la santé et L’État providence, Montréal : Éditions Varia, 2005, 279 p.
- L’Économique du Québec, mythes et réalité, Montréal : Éditions Varia, 2007, 362 p. (Ce livre a reçu le prix commémoratif Doug-Purvis 2007)

### Articles scientifiques ou dans revues avec comité de lecture
Voici quelques-uns de ses plus récents articles scientifiques (ou dans des revues avec comité de lecture, 1990-2010) :
- "The Theoretical Defence of Decentralization" dans R. Hubbard et G. Paquet (sous la direction de) The Case for Decentralized Federalism, Ottawa : University of Ottawa Press, 2010, p. 68-89.
- "The Paradox of Slow-Growth High-Income Regions", Economic Affairs, vol. 27, no 3, sept. 2007, p. 60-67. (en collaboration avec J.-L. Migué).
- "Peut-on décentraliser la centralisation?", Optimum Online, vol.33, no 1, mars 2003, p. 29-30.
- "Peut-on décentraliser la centralisation?", Optimum Online, vol.32, no 4, déc. 2002, p. 21-24
- "Une façon de privatiser: tarifer les services publics", Revue française de Finances publiques, no 41, 1993, p. 91–97.
- "Qui paie a bien le droit de choisir", Service Social, vol. 41, no 2, 1992, p. 71-85.
- "Quelques difficultés d'interprétation des données sur le secteur public", Revue française de Finances publiques, no 40, 1992, p. 100–112.
- "Les tendances de la taxation au Canada", Revue française de Finances publiques, no 36, 1991, p. 123-128.
- "Aluminium ou exportation: de l'usage de l'électricité québécoise", Analyse des politiques, vol. XVII, no 2, juin 1991, p. 197-204 (en collaboration avec J.-T. Bernard)
- "Comment on the division of powers" dans R.W. Boadway et al. (sous la direction de), Economic Dimensions of Constitutional Change, Kingston: John Deutch Institute, Queen's University, 1991, vol. 1, p. 307-311.
- "Les utopies fiscales des économistes et la recherche de l'efficacité", Revue française de Finances publiques, no 29, 1990, p. 59-69.
- "La provincialisation des services de santé", Recherches sociographiques, vol. XXI, no.3, 1990, p. 339-357.